# Journal of Neurosurgical Anesthesiology
Das Journal of Neurosurgical Anesthesiology, abgekürzt J. Neurosurg. Anesthesiol., ist eine wissenschaftliche Fachzeitschrift, die vom Lippincott Williams & Wilkins-Verlag im Auftrag vieler wissenschaftlicher Gesellschaften veröffentlicht wird. Die Zeitschrift erscheint mit vier Ausgaben im Jahr. Es werden Arbeiten veröffentlicht, die sich mit neurochirurgischen Fragestellungen beschäftigen.
Der Impact Factor lag im Jahr 2014 bei 2,990. Nach der Statistik des ISI Web of Knowledge wird das Journal mit diesem Impact Factor in der Kategorie Anästhesiologie an achter Stelle von 30 Zeitschriften, in der Kategorie Chirurgie an 37. Stelle von 198 Zeitschriften und in der Kategorie klinische Neurologie an 62. Stelle von 192 Zeitschriften geführt.